# Municipio de Northfork
El municipio de Northfork (en inglés: Northfork Township) es un municipio ubicado en el condado de Barton en el estado estadounidense de Misuri. En el año 2010 tenía una población de 263 habitantes y una densidad poblacional de 3,07 personas por km².

## Geografía
El municipio de Northfork se encuentra ubicado en las coordenadas 37°24′29″N 94°20′39″O / 37.40806, -94.34417. Según la Oficina del Censo de los Estados Unidos, el municipio tiene una superficie total de 85.65 km², de la cual 85,11 km² corresponden a tierra firme y (0,64 %) 0,54 km² es agua.

## Demografía
Según el censo de 2010, había 263 personas residiendo en el municipio de Northfork. La densidad de población era de 3,07 hab./km². De los 263 habitantes, el municipio de Northfork estaba compuesto por el 97,34 % blancos, el 1,52 % eran de otras razas y el 1,14 % eran de una mezcla de razas. Del total de la población el 1,9 % eran hispanos o latinos de cualquier raza.